# Federico Guzzo
Pour les articles homonymes, voir Guzzo.
Federico Guzzo, né le 31 août 2001 à Conegliano (Vénétie), est un coureur cycliste italien.

## Biographie
Federico Guzzo naît en Vénétie d'une mère fleuriste et d'un père mécanicien de poids lourds. Il a un frère aîné diplômé en œnologie. Ses grands-parents, passionnés de cyclisme, lui transmettent le goût du vélo. Il prend sa première licence à l'âge de onze ans au Velo Club San Vendemiano. 
En catégorie juniors, il se distingue en obtenant six victoires. Lors de la saison 2019, il est sélectionné en équipe nationale d'Italie pour les manches de la Coupe des Nations Juniors. Il termine meilleur grimpeur de la Course de la Paix juniors et onzième du LVM Saarland Trofeo (4e et 5e d'étapes). 

## Palmarès et résultats

### Palmarès par année
- 2021
  - Medaglia d'Oro Frare De Nardi
  - 3e du Mémorial Mauro Dinucci
  - 3e de la Coppa della Pace
- 2022
  - Florence-Empoli
  - Trophée de la ville de San Vendemiano
  - Coppa della Pace
  - Astico-Brenta
  - Piccola Sanremo
  - 2e du Mémorial Vincenzo Mantovani
  - 2e du Giro del Belvedere
  - 2e du Grand Prix de Poggiana
  - 2e du Challenge Ciclismoweb
  - 3e du Tour de la Province de Bielle
  - 3e du Trophée de la ville de Conegliano
- 2023
  - Trophée de la ville de Brescia
- 2024
  - Gran Premio La Torre
  - Trophée Visentini
  - Zanè-Monte Cengio
  - 2e de Florence-Viareggio
  - 3e du Trophée de la ville de Brescia

### Classements mondiaux
| Année                                 | 2021  | 2022 | 2023  | 2024  |
| ------------------------------------- | ----- | ---- | ----- | ----- |
| Classement mondial                    | 1381e | 557e | 1295e | 1194e |
| UCI Europe Tour                       | 981e  | 434e | nc    | nc    |
|                                       |       |      |       |       |
| Légende : nc = non classéSource : UCI |       |      |       |       |